# Stazione di Châtellerault
La stazione di Châtellerault (in francese Gare de Châtellerault) è la principale stazione ferroviaria di Châtellerault, Francia.